# Carlo Maria Martini
Carlo Maria kardinaal Martini S.J. (Turijn, 15 februari 1927 – Gallarate, 31 augustus 2012) was een Italiaans geestelijke en jezuïet en een kardinaal van de Rooms-Katholieke Kerk. Hij koesterde binnen de Katholieke Kerk tamelijk progressieve opvattingen over moraal en seksualiteit, en de rol van de vrouw in de Kerk.

## Jezuïet en wetenschapper
Hij trad in 1944 toe tot de orde der jezuïeten. In 1952 werd hij tot priester gewijd. In 1958 promoveerde hij summa cum laude tot doctor in de fundamentele theologie aan de Pauselijke Universiteit Gregoriana in Rome met een proefschrift over de verrijzenisverhalen. Na enkele jaren gedoceerd te hebben aan de theologische faculteit van Chieri keerde hij terug naar Rome, waar hij nog een doctoraat in de exegese behaalde, eveneens met de hoogste lof, aan het Pontificaal Bijbelinstituut met een proefschrift over het evangelie van Lucas. Vervolgens werd hij hoogleraar Bijbel-exegese aan ditzelfde Pontificaal Bijbelinstituut. In 1969 werd hij rector van dezelfde instelling. In 1978 benoemde paus Paulus VI hem tot hoofdrector van de Gregoriaanse Universiteit.

## Aartsbisschop van Milaan
Martini werd in 1979 door paus Johannes Paulus II benoemd tot aartsbisschop van Milaan, met São Paulo wat betreft het aantal rooms-katholieken het grootste bisdom van de wereldkerk. Martini bleef tot zijn emeritaat in 2002 in die functie. Als wapenspreuk koos hij Pro veritate adversa diligere (Voor de waarheid moet je de tegenargumenten liefhebben).
Martini werd tijdens het consistorie van 2 februari 1983 kardinaal gecreëerd. Hij kreeg de rang van kardinaal-priester. Zijn titelkerk werd de Santa Cecilia. Hij gold in de media steevast als papabile: een mogelijke kandidaat om Johannes Paulus II op te volgen. Maar na de dood van laatstgenoemde, bij het conclaaf van 2005, was hij inmiddels oud en bovendien ook te ziek ( hij had onder andere Parkinson) voor deze hoogste post.
Van 1986 tot 1993 was Martini voorzitter van de Raad van Europese Bisschoppenconferenties. Als aartsbisschop van Milaan werd hij uiteindelijk opgevolgd door de moraaltheoloog Dionigi Tettamanzi.

## Standpunten

### Over Humanae Vitae

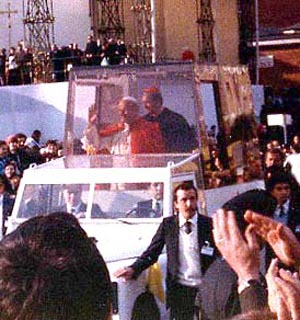
Kardinaal Martini met paus Johannes Paulus II in Milaan

Martini was van mening dat de encycliek Humanae Vitae verheldering behoefde en dat condooms zijn toegestaan ter preventie van aids. Hij zei hierover:
"Al het mogelijke moet gedaan worden om aids te bestrijden. In bepaalde gevallen is het gebruik van condooms het minste kwaad (...) De zieke is verplicht om zijn partner te beschermen en ook die partner moet het recht hebben zichzelf te beschermen.
Over "Humanae Vitae" zei Martini:
Ik geloof dat de leer van de Kerk niet erg goed is uitgedrukt... Ik heb er vertrouwen in dat we een andere formule zullen vinden om de zaken beter naar voren te brengen, zodat het probleem beter begrepen wordt en beter aangepast is aan de werkelijkheid.
Verder zei hij dat Paulus VI nooit een absoluut condoomverbod had gewild en dat hij de praktische uitwerking van Humanae Vitae een zaak vond voor moraaltheologen. Hij schreef hierover:
Ik kende Paulus VI goed. Met de encycliek wilde hij zijn zorg voor het menselijk leven tot uitdrukking brengen. Hij verduidelijkte zijn intentie tegenover enkele vrienden, waarbij hij een vergelijking gebruikte: "Hoewel men niet mag liegen, is het soms onmogelijk om het niet te doen; Het kan noodzakelijk zijn om de waarheid te verbergen, of het kan onvermijdelijk zijn om een leugen te vertellen. Het is aan de moralisten om uit te leggen waar de zonde begint, vooral in die gevallen waar er een hogere plicht is dan het doorgeven van leven".
Over Johannes Paulus II schreef kardinaal Martini dat deze “de weg van een rigoureuze toepassing” van de verboden van de encycliek volgde. “Het schijnt dat hij zelfs heeft overwogen te verklaren dat de encycliek het voorrecht van de pauselijke onfeilbaarheid genoot.” Ook van Benedictus XVI verwachtte hij geen koerswijziging. “Waarschijnlijk zal de paus de encycliek niet intrekken. Mogelijk schrijft hij zelfs een nieuwe die er de voortzetting van is.” Beter zou het zijn als de Kerk "de eigen fouten en de beperktheid van eigen inzichten uit het verleden toegeeft". Ze zou hiermee aan geloofwaardigheid winnen, volgens Martini.

### Over gescheiden en hertrouwde katholieken
In het interviewboek ‘Conversazioni notturne a Gerusalemme’ (= ‘Nachtelijke gesprekken in Jeruzalem’) uit 2008 sprak kardinaal Martini zich uit voor een meer pastorale benadering van gescheiden en hertrouwde katholieken en uitte hij de mening dat de Kerk te veel heeft gesproken over seksualiteit. "Veel mensen hebben de Kerk verlaten", zegt hij, "en de Kerk heeft de mensen verlaten". In het interviewboek ‘Siamo tutti nella stessa barca’ (= ‘We zitten allemaal in hetzelfde schuitje’) somde hij de uitdagingen op die voor de Kerk het meest urgent zijn:
Vooreerst de houding van de Kerk tegenover de gescheiden er hertrouwde katholieken, vervolgens de manier waarop bisschoppen worden gekozen, het celibaat van de priester, de rol van de leken in de kerk en de verhouding tussen de kerkelijke hiërarchie en de politiek.
Over de omgang van de Kerk met echtgescheidenen die opnieuw een burgerlijk huwelijk aangaan zou de Kerk volgens hem het best een bijzonder concilie wijden. Hoewel hij zich nooit heeft uitgesproken voor de openstelling van het priesterschap voor vrouwen was kardinaal Martini een voorstander van de wijding van vrouwelijke diakens. Ook zouden vrouwen vaker een prominentere rol in de kerk moeten innemen.

### Over homorelaties
Martini was een voorstander van stabiele relaties tussen mensen van hetzelfde geslacht, hoewel hij de katholieke leer bevestigde die een familie van man en vrouw als ideaal ziet. In het boek ‘Credere e conoscere’ (= ‘Geloven en kennen’) zei hij hierover:
Ik geloof dat je het gezin moet verdedigen, want het is de meest stabiele en permanente relatie om kinderen in groot te brengen. Maar het is niet slecht dat, in plaats van wisselende seksuele contacten met andere mannen of vrouwen, een relatie tussen twee mensen van hetzelfde geslacht een zekere stabiliteit kan hebben. Daarom kan de staat er een voorstander van zijn. Ik deel de houding niet van diegenen in de Kerk die zich opwinden over de burgerlijke erkenning van dergelijke relaties. Als sommige homo's streven naar een partnerschap om stabiliteit te geven aan hun relatie, waarom zouden we dat niet willen? Ik denk dat een homoseksueel paar als zodanig niet gelijkgesteld kan worden met het huwelijk. Aan de andere kant denk ik dat het huwelijk moet worden verdedigd, omdat dit is gebaseerd op waarden die veel sterker zijn. De Katholieke Kerk bevordert partnerschappen die gunstig zijn voor de voortzetting van de menselijke soort en de stabiliteit, en toch is het niet juist om andere relatievormen te discrimineren.

## Publicaties
Martini heeft meer dan duizend wetenschappelijke werken en artikelen op zijn naam staan en schreef samen met de Italiaanse wetenschapper en schrijver Umberto Eco in 2001 het boek Geloven of niet geloven: een confrontatie. Hij schreef eveneens een gerenommeerd boek over de 'geestelijke oefeningen', dat een hernieuwde stijl gaf aan het ignatiaanse model. Ook wist hij de traditie van de lectio divina, in een modern jasje, bij jongeren aan te brengen. Hij stond bovendien aan de wieg van het Samuelproject in Italië.
- Bibsys: 90286190
- Biblioteca Nacional de España: XX948752
- Bibliothèque nationale de France: cb119148874 (data)
- Catàleg d'autoritats de noms i títols de Catalunya: 981058511878406706
- CiNii: DA05994035
- Gemeinsame Normdatei: 119064766
- International Standard Name Identifier: 0000 0001 0927 1841
- Library of Congress Control Number: n80050861
- Nationale Bibliotheek van Letland: 000072984
- Bibliotheek van het Japanse parlement: 00449022
- Nationale Bibliotheek van Tsjechië: jn20000603920
- Nationale bibliotheek van Australië: 35854494
- Nationale Bibliotheek van Israël: 987007265025305171
- Nationale Bibliotheek van Polen: a0000001189933
- Nationale en Universitaire bibliotheek Zagreb: 000051023
- Nederlandse Thesaurus van Auteursnamen: 070512590
- Réseau des bibliothèques de Suisse occidentale: 02-A000111070
- Istituto Centrale per il Catalogo Unico: CFIV003393
- SNAC: w67f7j50
- Système universitaire de documentation: 027013987
- Trove: 1117082
- Virtual International Authority File: 95152191
- WorldCat: E39PBJppCKm9PG8RMrj4bmWJjC